# 한국여성지도자상
한국여성지도자상(韓國女性指導者賞)은 한국YWCA연합회가 한국 사회에 공헌하는 여성의 지도력과 업적을 인정하고 알리기 위해 수여하는 상이다.
2003년부터 매년 한국씨티은행의 후원으로 대상, 젊은 지도자상, 특별상 각 부문별 생존 인물 1명을 원칙으로 시상한다.
새로운 시대를 이끌어갈 여성 지도력의 이상형을 정립하고, 우리 사회에 공헌하고 있는 여성들을 발굴하여 그들의 지도력과 업적을 인정하고 알림으로써, 사회 인식을 증진시키며 차세대 여성 지도자에게 희망을 주려는 목적으로 제정했다.

## 역대 수상자
수상 당시 소속/직책으로 표기한다.
| 연도   | 회차   | 대상                                          | 젊은지도자상                                    | 특별상                              | 출처  |
| ------ | ------ | --------------------------------------------- | ----------------------------------------------- | ----------------------------------- | ----- |
| 2003년 | 제1회  | 박동은 유니세프 한국위원회 사무총장           | 김기혜 여성노숙자센터 ‘수선화의 집’ 소장        |                                     | [ 2 ] |
| 2004년 | 제2회  | 정광모 한국소비자연맹 회장                    | 한비야 월드비전 긴급구호팀장                    |                                     | [ 2 ] |
| 2005년 | 제3회  | 장명수 한국일보 이사                          | 김성주 성주 인터내셔날 사장                     |                                     | [ 2 ] |
| 2006년 | 제4회  | 윤정옥 전 한국정신대문제대책협의회 공동대표   | 김영미 분쟁지역 전문 프리랜서 PD                |                                     | [ 2 ] |
| 2007년 | 제5회  | 조화순 전 달월교회 목사                       | 방귀희 방송작가, 솟대문학 발행인                |                                     | [ 2 ] |
| 2008년 | 제6회  | 이인복 숙명여대 명예교수, 나자렛성가회 이사장 | 이소연 한국항공우주연구원 선임연구원            |                                     | [ 2 ] |
| 2009년 | 제7회  | 황연대 전 한국장애인복지진흥회 부회장         | 임오경 서울시청 여자핸드볼팀 감독               | 말리 홀트 홀트아동복지회 이사장     | [ 2 ] |
| 2010년 | 제8회  | 박영숙 한국여성재단 고문                      | 이지선 <지선아 사랑해> 저자                     | 캐슬린 스티븐스 주한미국대사        | [ 2 ] |
| 2011년 | 제9회  | 주선애 장로회신학대학교 명예교수              | 김문정 뮤지컬 음악감독                          | 최영아 다시서기의원 원장            | [ 2 ] |
| 2012년 | 제10회 | 이효재 경신사회복지연구소 소장                | 임영신 이매진피스 대표                          | 박선영 국회의원                     | [ 2 ] |
| 2013년 | 제11회 | 이희호 김대중평화센터 이사장                  | 이애란 북한전통음식문화연구원 원장              | 강경화 UN 인도지원조정국 사무차장보 | [ 2 ] |
| 2014년 | 제12회 | 김영란 전 대법관                              | 김혜정 시민방사능감시센터 운영위원장            |                                     | [ 3 ] |
| 2015년 | 제13회 | 김수지 아하가족성장연구소 소장                | 김정열 전국여성농민회총연합 사무총장            |                                     | [ 4 ] |
| 2016년 | 제14회 | 이길여 가천대 총장                            | 신애라 배우                                     | 일본군 ‘위안부’ 피해 할머니들       | [ 5 ] |
| 2017년 | 제15회 | 최영애 여성인권을지원하는사람들 이사장        | 이미영 페어트레이드코리아 대표                  |                                     | [ 6 ] |
| 2018년 | 제16회 | 곽배희 한국가정법률상담소 소장                | 서지현 검사                                     |                                     | [ 7 ] |
| 2019년 | 제17회 | 조형 한국여성재단 고문                        | 장혜영 다큐멘터리 감독                          |                                     | [ 8 ] |
| 2020년 | 제18회 | 정은경 질병관리청장                           | 임선애 영화감독                                 | 추적단 불꽃                         |       |
| 2021년 | 제19회 | 서명숙 제주올레 이사장                        | 김초엽 소설가                                   | 김연경 배구선수                     |       |
| 2022년 | 제20회 | 김중미 작가                                   | 노영선 서울대병원 응급의학과 교수               |                                     |       |
| 2023년 | 제21회 | 이진희 베어베터 공동대표                      | 김보미 변호사                                   | 한분영 DKRG 공동대표                |       |
| 2024년 | 제22회 | 이혜숙 한국과학기술젠더혁신센터 소장          | 추혜인 살림의료복지사회적협동조합 살림의원 원장 |                                     |       |